# Exotic Tour/Summer Tour ’94
Die Exotic Tour/Summer Tour ’94 war eine Konzerttournee der britischen Synthie-Pop-/Synth-Rock-Band Depeche Mode und war eine Erweiterung ihrer Devotional Tour im Vorjahr 1993. Auch bei dieser Tournee stand Songs of Faith and Devotion, das damalige aktuelle Studioalbum der Gruppe, im Vordergrund. Gleichzeitig war es die letzte Tournee mit Alan Wilder, der der Band seit 1982 angehörte.

## Hintergrund
Die Tournee startete am 9. Februar 1994 in Johannesburg und endete am 8. Juli des gleichen Jahres in Indianapolis. Dabei besuchten Depeche Mode auf dem Abschnitt Exotic Tour Länder, in denen zuvor noch nie aufgetreten war oder in denen sie seit einiger Zeit nicht mehr auf Tour gewesen war, vor allem in Afrika, Asien, Australien und Lateinamerika. Darauf folgte von Mai bis Juli 1994 der Abschnitt Summer Tour ’94 durch Nordamerika, dessen Konzerte hauptsächlich unter freiem Himmel und in Amphitheatern stattfanden.
Im Vergleich zur vorjährigen Devotional Tour wurde das von Anton Corbijn entworfene Bühnenbild geringfügig verändert und auch die Setlisten unterschieden sich von den Konzerten im damals vergangenen Jahr 1993.
Wie schon die Devotional Tour war auch diese Tournee von Strapazen geprägt, insbesondere durch die Querelen unter den Bandmitgliedern und die anhaltende Alkohol- und Drogensucht von Sänger Dave Gahan. Diese Probleme führten letztendlich dazu, dass sich Andrew Fletcher Ende März 1994 nach den beiden Auftritten in Honolulu wegen nach eigener Aussage „psychischer Instabilitat“ eine Auszeit vom Tourneeleben nahm und sich in psychiatrische Behandlung begab. Für die verbleibenden Konzerte wurde Fletcher durch Daryl Bamonte ersetzt. Immer wieder mussten wegen Gahans schlechtem Gesundheitszustand auch Konzerte abgebrochen, abgesagt oder verlegt werden, laut The Independent benötigte Gahan sogar „Cortisonspritzen, um überhaupt auftreten zu können.“
Die Nachwirkungen der beiden zermürbenden Tourneen zu Songs of Faith and Devotion stürzten Depeche Mode in eine existenzielle Krise. Neben den anhaltenden psychischen Problemen Fletchers und Gores, bzw. Gahans Alkohol- und Drogenproblemen (die bei Gahan im August 1995 zu einem Selbstmordversuch, sowie im Mai 1996 durch die Injektion eines Speedballs zu einer beinahe tödlichen Überdosis führten) sorgte auch der Ausstieg von Alan Wilder am 1. Juni 1995, seinem 36. Geburtstag, für Spekulationen um eine Auflösung der Band. Nach Gahans erfolgreichem Drogenentzug konnte sich die Gruppe jedoch 1996 in der Dreierbesetzung aus Gahan, Gore und Fletcher wieder zusammenschließen und die Arbeiten an ihrem nächsten Studioalbum Ultra beginnen, bzw. weiterführen. Aufgrund der negativen Erfahrungen mit den Tourneen in den Jahren 1993 und 1994 schloss die Gruppe weitere Welttourneen aus und absolvierte zu diesem Album nur vereinzelte Promo-Auftritte. Erst 1998, anlässlich der Veröffentlichung ihrer zweiten Singles-Kompilation The Singles 86>98, nahmen Depeche Mode ihre Tourneearbeit nach vier Jahren Pause wieder auf.

## Setlist

### Beispiel-Setlist
- Rush
- Halo
- Behind the Wheel
- Everything Counts
- World in My Eyes
- Walking in My Shoes
- Stripped
- Condemnation (nicht bei den Konzerten in Johannesburg)
- Judas oder A Question of Lust oder Waiting for the Night oder One Caress
- I Want You Now oder One Caress oder Somebody
- In Your Room
- Never Let Me Down Again
- I Feel You
- Personal Jesus
- Somebody (nicht immer)
- Fly on the Windscreen (nicht immer)
- Enjoy the Silence
- Policy of Truth (nach dem 14. April nicht mehr)
- Clean (nicht immer)
- A Question of Time

## Tourdaten
| Nr.                                                          | Datum                                                        | Stadt                                                        | Land                                                         | Veranstaltungsort                                            | Anmerkungen                                                  |
| Leg 1 – Afrika/Australasien/Pazifischer Rand („Exotic Tour“) | Leg 1 – Afrika/Australasien/Pazifischer Rand („Exotic Tour“) | Leg 1 – Afrika/Australasien/Pazifischer Rand („Exotic Tour“) | Leg 1 – Afrika/Australasien/Pazifischer Rand („Exotic Tour“) | Leg 1 – Afrika/Australasien/Pazifischer Rand („Exotic Tour“) | Leg 1 – Afrika/Australasien/Pazifischer Rand („Exotic Tour“) |
| ------------------------------------------------------------ | ------------------------------------------------------------ | ------------------------------------------------------------ | ------------------------------------------------------------ | ------------------------------------------------------------ | ------------------------------------------------------------ |
| 1                                                            | 9. Februar 1994                                              | Johannesburg                                                 | Sudafrika                                                    | Standard Bank Arena                                          |                                                              |
| 2                                                            | 11. Februar 1994                                             | Johannesburg                                                 | Sudafrika                                                    | Standard Bank Arena                                          |                                                              |
| 3                                                            | 12. Februar 1994                                             | Johannesburg                                                 | Sudafrika                                                    | Standard Bank Arena                                          |                                                              |
| 4                                                            | 14. Februar 1994                                             | Johannesburg                                                 | Sudafrika                                                    | Standard Bank Arena                                          |                                                              |
| 5                                                            | 15. Februar 1994                                             | Johannesburg                                                 | Sudafrika                                                    | Standard Bank Arena                                          |                                                              |
| 6                                                            | 18. Februar 1994                                             | Kapstadt                                                     | Sudafrika                                                    | Good Hope Centre                                             |                                                              |
| 7                                                            | 19. Februar 1994                                             | Kapstadt                                                     | Sudafrika                                                    | Good Hope Centre                                             |                                                              |
| xx                                                           | 21. Februar 1994                                             | Durban                                                       | Sudafrika                                                    | Expo Centre                                                  |                                                              |
| 8                                                            | 22. Februar 1994                                             | Durban                                                       | Sudafrika                                                    | Expo Centre                                                  |                                                              |
| 9                                                            | 23. Februar 1994                                             | Durban                                                       | Sudafrika                                                    | Expo Centre                                                  |                                                              |
| 10                                                           | 25. Februar 1994                                             | Johannesburg                                                 | Sudafrika                                                    | Standard Bank Arena                                          |                                                              |
| 11                                                           | 26. Februar 1994                                             | Johannesburg                                                 | Sudafrika                                                    | Standard Bank Arena                                          |                                                              |
| 12                                                           | 1. März 1994                                                 | Singapur                                                     | Singapur                                                     | Indoor Stadium                                               |                                                              |
| 13                                                           | 5. März 1994                                                 | Perth                                                        | Australien                                                   | Entertainment Centre                                         |                                                              |
| 14                                                           | 7. März 1994                                                 | Adelaide                                                     | Australien                                                   | Thebarton Theatre                                            |                                                              |
| 15                                                           | 8. März 1994                                                 | Melbourne                                                    | Australien                                                   | National Tennis Centre                                       |                                                              |
| 16                                                           | 10. März 1994                                                | Brisbane                                                     | Australien                                                   | Festival Hall                                                |                                                              |
| 17                                                           | 12. März 1994                                                | Sydney                                                       | Australien                                                   | Entertainment Centre                                         |                                                              |
| 18                                                           | 16. März 1994                                                | Hongkong                                                     | Hongkong                                                     | Hong Kong Stadium                                            |                                                              |
| 19                                                           | 18. März 1994                                                | Manila                                                       | Philippinen                                                  | Folk Arts Theater                                            |                                                              |
| 20                                                           | 19. März 1994                                                | Manila                                                       | Philippinen                                                  | Folk Arts Theater                                            |                                                              |
| xx                                                           | 22. März 1994                                                | Bangkok                                                      | Thailand                                                     | Royal Thai Army Stadium                                      |                                                              |
| 21                                                           | 25. März 1994                                                | Honolulu                                                     | Vereinigte Staaten                                           | Neal S. Blaisdell Arena                                      |                                                              |
| 22                                                           | 26. März 1994                                                | Honolulu                                                     | Vereinigte Staaten                                           | Neal S. Blaisdell Arena                                      | letztes Konzert mit Andrew Fletcher                          |
| Leg 2 – Lateinamerika („Exotic Tour“)                        |                                                              |                                                              |                                                              |                                                              |                                                              |
| 23                                                           | 4. April 1994                                                | São Paulo                                                    | Brasilien                                                    | Olímpia                                                      |                                                              |
| 24                                                           | 5. April 1994                                                | São Paulo                                                    | Brasilien                                                    | Olímpia                                                      |                                                              |
| 25                                                           | 8. April 1994                                                | Buenos Aires                                                 | Argentinien                                                  | Estadio José Amalfitani                                      |                                                              |
| 26                                                           | 10. April 1994                                               | Santiago de Chile                                            | Chile                                                        | Estadio San Carlos de Apoquindo                              |                                                              |
| xx                                                           | 12. April 1994                                               | Bogotá                                                       | Kolumbien                                                    | Palacio de los Deportes                                      |                                                              |
| 27                                                           | 14. April 1994                                               | San José                                                     | Costa Rica                                                   | Gimnasio Nacional                                            |                                                              |
| 28                                                           | 16. April 1994                                               | Monterrey                                                    | Mexiko                                                       | Auditorio Fundidora                                          |                                                              |
| Leg 3 – Nordamerika („Summer Tour ’94“)                      |                                                              |                                                              |                                                              |                                                              |                                                              |
| 29                                                           | 12. Mai 1994                                                 | Sacramento                                                   | Vereinigte Staaten                                           | Cal Expo Amphitheatre                                        |                                                              |
| 30                                                           | 14. Mai 1994                                                 | Mountain View                                                | Vereinigte Staaten                                           | Shoreline Amphitheatre                                       |                                                              |
| 31                                                           | 15. Mai 1994                                                 | Concord                                                      | Vereinigte Staaten                                           | Concord Pavilion                                             |                                                              |
| 32                                                           | 17. Mai 1994                                                 | Paradise                                                     | Vereinigte Staaten                                           | Aladdin Theatre                                              |                                                              |
| 33                                                           | 18. Mai 1994                                                 | Phoenix                                                      | Vereinigte Staaten                                           | Blockbuster Desert Sky Pavilion                              |                                                              |
| 34                                                           | 20. Mai 1994                                                 | Irvine                                                       | Vereinigte Staaten                                           | Irvine Meadows Amphitheatre                                  |                                                              |
| 35                                                           | 21. Mai 1994                                                 | San Bernardino                                               | Vereinigte Staaten                                           | Blockbuster Pavilion                                         |                                                              |
| 36                                                           | 24. Mai 1994                                                 | Park City                                                    | Vereinigte Staaten                                           | Park West Amphitheatre                                       |                                                              |
| xx                                                           | 26. Mai 1994                                                 | Greenwood Village                                            | Vereinigte Staaten                                           | Fiddler’s Green Amphitheatre                                 |                                                              |
| 37                                                           | 28. Mai 1994                                                 | Bonner Springs                                               | Vereinigte Staaten                                           | Sandstone Amphitheater                                       |                                                              |
| 38                                                           | 29. Mai 1994                                                 | Maryland Heights                                             | Vereinigte Staaten                                           | Riverport Amphitheatre                                       |                                                              |
| 39                                                           | 31. Mai 1994                                                 | San Antonio                                                  | Vereinigte Staaten                                           | HemisFair Arena                                              |                                                              |
| 40                                                           | 1. Juni 1994                                                 | The Woodlands                                                | Vereinigte Staaten                                           | Cynthia Woods Mitchell Pavilion                              |                                                              |
| 41                                                           | 3. Juni 1994                                                 | Dallas                                                       | Vereinigte Staaten                                           | Coca-Cola Starplex Amphitheatre                              |                                                              |
| 42                                                           | 5. Juni 1994                                                 | Biloxi                                                       | Vereinigte Staaten                                           | Mississippi Coast Coliseum                                   |                                                              |
| 43                                                           | 8. Juni 1994                                                 | Charlotte                                                    | Vereinigte Staaten                                           | Carowinds Pavilion                                           |                                                              |
| 44                                                           | 9. Juni 1994                                                 | Atlanta                                                      | Vereinigte Staaten                                           | Coca-Cola Lakewood Amphitheatre                              |                                                              |
| 45                                                           | 11. Juni 1994                                                | Tinley Park                                                  | Vereinigte Staaten                                           | World Music Theatre                                          |                                                              |
| 46                                                           | 12. Juni 1994                                                | Cuyahoga Falls                                               | Vereinigte Staaten                                           | Blossom Music Center                                         |                                                              |
| 47                                                           | 14. Juni 1994                                                | Columbia                                                     | Vereinigte Staaten                                           | Merriweather Post Pavilion                                   |                                                              |
| 48                                                           | 16. Juni 1994                                                | Wantagh                                                      | Vereinigte Staaten                                           | Jones Beach Amphitheater                                     |                                                              |
| 49                                                           | 17. Juni 1994                                                | Wantagh                                                      | Vereinigte Staaten                                           | Jones Beach Amphitheater                                     |                                                              |
| 50                                                           | 20. Juni 1994                                                | Vaughan                                                      | Kanada                                                       | Kingswood Music Theatre                                      |                                                              |
| 51                                                           | 21. Juni 1994                                                | Montréal                                                     | Kanada                                                       | Forum                                                        |                                                              |
| 52                                                           | 23. Juni 1994                                                | Mansfield                                                    | Vereinigte Staaten                                           | Great Woods Center for the Performing Arts                   |                                                              |
| 53                                                           | 24. Juni 1994                                                | Holmdel                                                      | Vereinigte Staaten                                           | Garden State Arts Center                                     |                                                              |
| xx                                                           | 26. Juni 1994                                                | Saratoga Springs                                             | Vereinigte Staaten                                           | Saratoga Performing Arts Center                              |                                                              |
| 54                                                           | 28. Juni 1994                                                | Philadelphia                                                 | Vereinigte Staaten                                           | CoreStates Spectrum                                          |                                                              |
| 55                                                           | 29. Juni 1994                                                | Burgettstown                                                 | Vereinigte Staaten                                           | Coca-Cola Star Lake Amphitheatre                             |                                                              |
| 56                                                           | 1. Juli 1994                                                 | Columbus                                                     | Vereinigte Staaten                                           | Polaris Amphitheater                                         |                                                              |
| 57                                                           | 3. Juli 1994                                                 | Clarkston                                                    | Vereinigte Staaten                                           | Pine Knob Music Theatre                                      |                                                              |
| 58                                                           | 4. Juli 1994                                                 | Clarkston                                                    | Vereinigte Staaten                                           | Pine Knob Music Theatre                                      |                                                              |
| 59                                                           | 6. Juli 1994                                                 | Cincinnati                                                   | Vereinigte Staaten                                           | Riverbend Music Center                                       |                                                              |
| 60                                                           | 7. Juli 1994                                                 | Milwaukee                                                    | Vereinigte Staaten                                           | Marcus Amphitheater                                          | Milwaukee Summerfest ’94                                     |
| 61                                                           | 8. Juli 1994                                                 | Noblesville                                                  | Vereinigte Staaten                                           | Deer Creek Music Center                                      |                                                              |

## Band
- Dave Gahan: Gesang
- Martin Gore: Synthesizer, Sampler, Gitarre, Hintergrundgesang, Gesang bei Judas, A Question of Lust, Waiting for the Night, One Caress, I Want You Now und Somebody
- Andrew Fletcher: Synthesizer, Sampler (von Februar bis März 1994)
- Alan Wilder: Synthesizer, Sampler, Klavier, Schlagzeug, E-Drum-Pads, Hintergrundgesang
- Daryl Bamonte: Synthesizer, Sampler (von April bis Juli 1994)
- Hildia Campbell: Hintergrundgesang
- Samantha Smith: Hintergrundgesang